# خافيير بالبوا
خافيير بالبوا (بالإسبانية: Javier Ángel Balboa)‏ لاعب كرة قدم ولد في 13 مايو 1985 في مدريد، إسبانيا .

## روابط خارجية
- خافيير بالبوا على موقع الاتحاد الدولي (مؤرشف)  (الإنجليزية)
- خافيير بالبوا على موقع قاعدة بيانات كرة القدم.إي يو (الإنجليزية)
- خافيير بالبوا على موقع ليكيب (الفرنسية)
- خافيير بالبوا على موقع ناشيونال فوتبول تيمز (الإنجليزية)
- خافيير بالبوا على موقع Soccerbase.com (لاعب) (الإنجليزية)
- خافيير بالبوا على موقع Soccerway.com (الإنجليزية)
- خافيير بالبوا على موقع عالم كرة القدم.نت (الإنجليزية)
- خافيير بالبوا على موقع كووورة
- خافيير بالبوا على موقع AS.com (الإسبانية)